# Le Masque de Dimitrios (roman)
Cet article concerne le roman. Pour l’article sur le film, voir Le Masque de Dimitrios.
Le Masque de Dimitrios —  The Mask of Dimitrios  dans l'édition originale britannique— est un roman d’espionnage britannique de Eric Ambler, publié en 1939. Le roman est titré  A Coffin for Dimitrios  dans l'édition américaine. Considéré comme le « chef-d'œuvre », d’Ambler, le roman est adapté en 1944 au cinéma sous le titre éponyme par Jean Negulesco, avec Peter Lorre et Sydney Greenstreet.

## Résumé
Après avoir quitté son poste d'universitaire, Charles Latimer s’offre des vacances, espérant trouver une source d’inspiration pour écrire un premier roman policier.  À Istanbul, il fait la connaissance du colonel Haki, chef des services secrets, qui le renseigne sur l’identité d’un cadavre repêché dans le Bosphore, celui d’un dangereux criminel nommé Dimitrios Makropoulos. Piqué par la curiosité et assuré de tenir là le sujet de son futur roman, Latimer se lance sur les traces du passé trouble d'un homme qui a été tour à tour espion, tueur à gages, faussaire, maquereau et trafiquant de drogue. 
Bientôt, un certain Peters, qui, chose étrange, partage la même obsession que lui pour Dimitrios, lui révèle qu’en réalité ce dernier n’est pas mort et qu’il vit à Paris. Peters, qui cherche à exercer un lucratif chantage sur l'escroc, entraîne Latimer dans la capitale française. Mais Dimitrios n’a pas l’intention de se laisser piéger.

## Honneurs
Le Masque de Dimitrios occupe la 24e place au classement des cent meilleurs romans policiers de tous les temps établi en 1990 par la Crime Writers' Association. 
Le Masque de Dimitrios occupe aussi la 17e place au classement des cent meilleurs livres policiers de tous les temps établi par en 1995 l'association des Mystery Writers of America.

## Éditions
Éditions originales en anglais
- (en) Eric Ambler, The Mask of Dimitrios, Londres, Hodder and Stoughton, 1939[3] – édition originale britannique
- (en) Eric Ambler, A Coffin for Dimitrios, New York, A. A. Knopf, 1939 – édition originale américaine

Éditions françaises
- (fr) Eric Ambler (auteur) et Jean de Kerdéland (traducteur), Le Masque de Dimitrios [«  The Mask of Dimitrios »], Paris, Éditions du Pavois, coll. « Les Romans d’action », 1946, 232 p. (BNF 31716142)
- (fr) Eric Ambler (auteur) et Gabriel Veraldi (traducteur), Le Masque de Dimitrios [«  The Mask of Dimitrios »], Paris, Éditions Planète, coll. « Les Romans d’action », 1966, 208 p. (BNF 32902377)
- (fr) Eric Ambler (auteur) et Gabriel Veraldi (traducteur) (trad. de l'anglais), Le Masque de Dimitrios [«  The Mask of Dimitrios »], Dans Œuvres d’Eric Ambler, vol. 2, Paris, Les Humanoïdes associés, 1977, 190 p. (ISBN 2-902123-28-0, BNF 34590615)
- (fr) Eric Ambler (auteur) et Gabriel Veraldi (traducteur) (trad. de l'anglais), Le Masque de Dimitrios [«  The Mask of Dimitrios »], Paris, Éditions du Seuil, coll. « Points/Roman no 136 », 1984, 217 p. (ISBN 2-02-006721-8, BNF 34744461)
- (fr) Eric Ambler (auteur) et Gabriel Veraldi (traducteur) (trad. de l'anglais), Le Masque de Dimitrios [«  The Mask of Dimitrios »], Paris, Éditions du Seuil, coll. « Points no 441 », 1997, 217 p. (ISBN 2-02-033033-4, BNF 36191964)
- (fr) Eric Ambler (auteur) et Gabriel Veraldi (traducteur), Le Masque de Dimitrios [«  The Mask of Dimitrios »], Dans Agents secrets face à l’Europe nazie, Un siècle de romans d’espionnage, vol. 2, Paris, Omnibus, 2005, 1170 p. (ISBN 2-258-06675-1, BNF 39965097)
  -  Ce volume omnibus propose d’autres romans d’espionnage signés Pierre Mac Orlan, Ken Follett, Graham Greene, Noel Behn et George Markstein.
- (fr) Eric Ambler (auteur) et Gabriel Veraldi (traducteur) (trad. de l'anglais), Le Masque de Dimitrios [«  The Mask of Dimitrios »], Paris, Payot & Rivages, coll. « Rivages/Noir no 680 », 2008, 256 p. (ISBN 978-2-7436-1789-9, BNF 41218685)

## Adaptation cinématographique
- 1944 : Le Masque de Dimitrios, film américain réalisé par Jean Negulesco, d’après le roman éponyme, avec Peter Lorre, Sydney Greenstreet, Zachary Scott et Faye Emerson.

## Sources
- Claude Mesplède (dir.), Dictionnaire des littératures policières, vol. 1 : A - I, Nantes, Joseph K, coll. « Temps noir », 2007, 1054 p. (ISBN 978-2-910686-44-4, OCLC 315873251), p. 69 (Notice Eric Ambler).
- Jean Tulard, Dictionnaire du roman policier : 1841-2005. Auteurs, personnages, œuvres, thèmes, collections, éditeurs, Paris, Fayard, 2005, 768 p. (ISBN 978-2-915793-51-2, OCLC 62533410), p. 483.